# 加拉韋 (加利福尼亞州)
加拉韋（英語：Gallaway）是位於美國加利福尼亞州門多西諾縣的一個非建制地區。該地的面積和人口皆未知。

## 地理
加拉韋的座標為38°52′09″N 123°39′12″W / 38.86917°N 123.65333°W，而該地的平均海拔高度為27米（即89英尺）。